# Mount Alice
Mount Alice är ett berg i Kanada.   Det ligger i provinsen British Columbia, i den sydvästra delen av landet, 3 600 km väster om huvudstaden Ottawa. Toppen på Mount Alice är 1 798 meter över havet, eller 290 meter över den omgivande terrängen. Bredden vid basen är 4,3 km.
Terrängen runt Mount Alice är huvudsakligen bergig.Runt Mount Alice är det mycket glesbefolkat, med 3 invånare per kvadratkilometer.. Det finns inga samhällen i närheten.
I omgivningarna runt Mount Alice växer i huvudsak barrskog.